# MŠK Považská Bystrica
MŠK Považská Bystrica ist ein Handballverein aus dem slowakischen Považská Bystrica.

## Erfolge
- Slowakischer Meister: 2001/02, 2002/03, 2005/06, 2022/23
- Slowakischer Cup-Sieger: 2000/01, 2005/06, 2018/19, 2021/22, 2024/25
- Champions-League-Teilnehmer: 2003/04, 2006/07

## Bekannte ehemalige Spieler
- Peter Kukučka